# Oleksiy Danilov

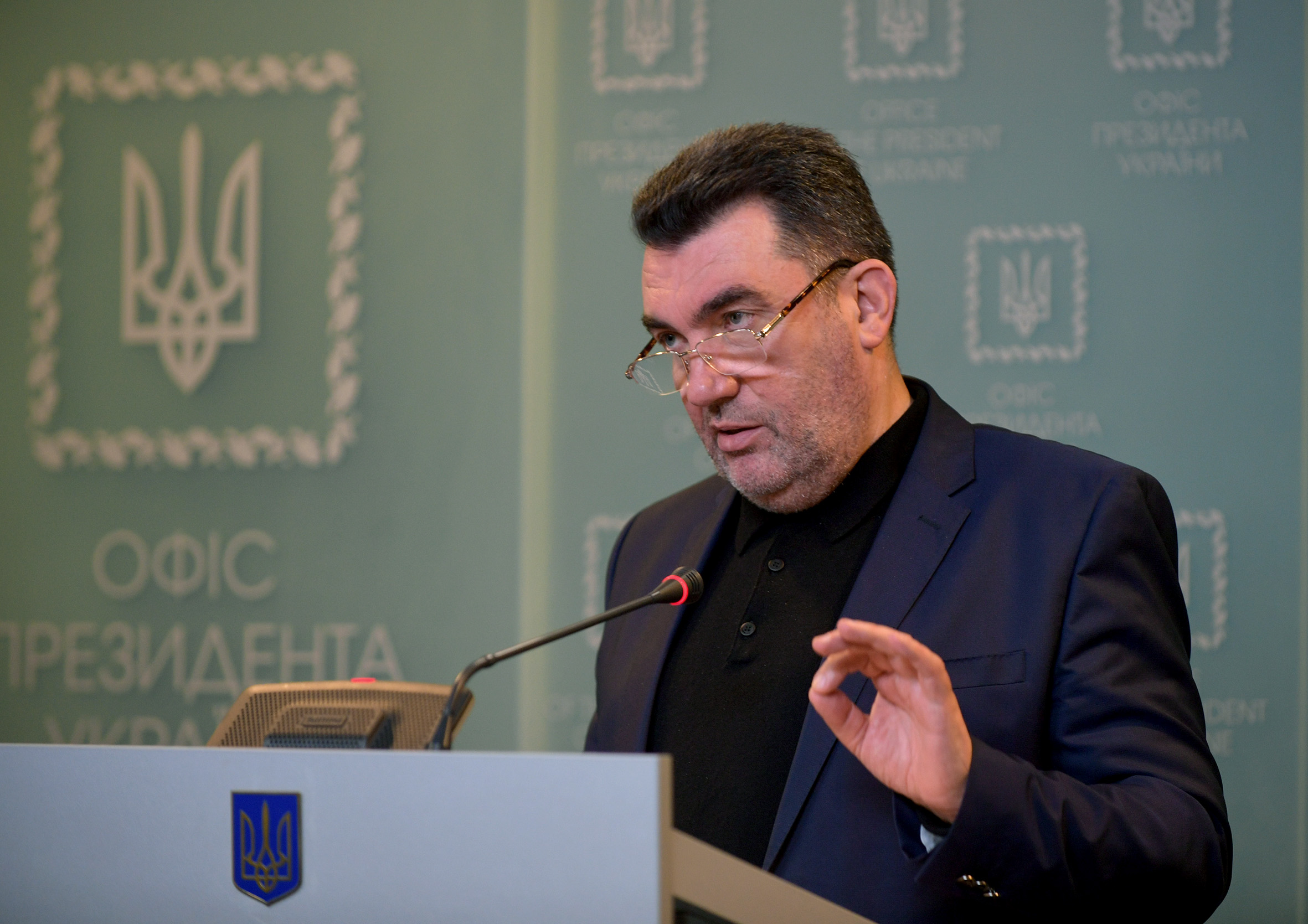

Oleksiy Miacheslavovych Danilov (em ucraniano:  Олексій Мячеславович Данілов; nascido em 7 de setembro de 1962) é um político ucraniano. É o atual Secretário do Conselho de Segurança e Defesa Nacional (desde 3 de outubro de 2019).

## Biografia
Danilov formou-se em 1981 em medicina veterinária. Em 1981 ele começou a trabalhar como veterinário em uma fazenda em Voroshilovgrad (atualmente Luhansk). De 1983 a 1987, ele trabalhou como veterinário no parque de Voroshilovgrad. De 1987 a 1991 trabalhou como veterinário particular. De 1991 a 1994 esteve envolvido no setor privado.
Danilov foi prefeito de Luhansk de 1994 a 1997. Foi o mais jovem prefeito de Luhansk na história da cidade.
Em 1999, se formou como professor de história. Em 2000, recebeu um mestrado em gestão da e também se formou em Direito
No início dos anos 2000, Danilov era membro do partido Yabluko (que durante sua filiação foi renomeado Partido dos Democratas Livres). Nas eleições parlamentares ucranianas de 2002, ele não teve sucesso em sua tentativa de ser eleito para o parlamento.
Danilov serviu como governador de Oblast de Luhansk em 2005.
Danilov foi vice-secretário do Conselho de Segurança e Defesa Nacional de 23 de julho a 3 de outubro de 2019. Desde 3 de outubro de 2019, ele é o secretário deste Conselho. Em 24 de janeiro de 2022, disse que o movimento de tropas russas perto da fronteira da Ucrânia "não era novidade" e "não vemos motivos para declarações sobre uma ofensiva em grande escala em nosso país".